# Hidronimie
Hidronimia este o ramură a toponimiei care se ocupă cu studiul hidronimelor (denumirilor de corp de apă): râuri, lacuri, bălți, pâraie, izvoare etc. 
Etimologia cuvântului hidronim se regăsește în limba greacă, unde υδωρ (hydor) = apă și όνομα (onoma) = nume.
Primele denumiri care au generat interes au fost fluviile și râurile mari. Treptat interesul cercetătorilor s-a îndreptat spre râuri mai mici și spre alte denumiri legate de ape.
Hidronimia s-a dezvoltat în special în unele țări din vestul Europei: Franța, Germania și altele. Dintre cercetătorii care au adus contribuții importante pentru dezvoltarea hidronimiei este de remarcat Paul Lebel de la Universitatea din Dijon, Franța. (vezi Paul Lebel, Principes et méthodes d'hydronymie française, Paris 1956). În Germania, Institutul German pentru Lingvistica Gemană (Institut für Deutsche Sprache - IDS) păstrează la Universitatea din Göttingen, arhiva pentru numele apelor din Germania (Archiv für Gewässernamen Deutschlands). În Europa de Est, sunt de remarcat preocupările din domeniul hidronomiei ale cercetătorilor slovaci, dintre care unul din cei mai însemnați este Milan Majtan.
În România, Universitatea din Timișoara a dovedit un interes deosebit pentru problemele de hidronimie. Dintre lucrările cercetătorilor care s-au ocupat de probleme de toponimie și hidronimie sunt de remarcat cele ale lui Vasile Simionese. Recent, mai multe teze de doctorat și masterat  de la Universitatea de Vest din Timișoara s-au orientat spre subiecte de hidronimie.
Dintre lucrările de peste hotare referitoare la hidronomia cursurilor de apă de pe teritoriul României, sunt de semnalat cercetările academicianului bulgar Vladimir Georgiev care s-a ocupat în special de identificarea unor denumiri dacice ale râurilor. Dintre lucrările mai recente privitoare la hidronomia din peninsula balcanică iese în evidență studiul lui Michel Pillon - Hydronymie et toponymie dans les régions orientales de l'Illyricum, de la conquête romaine aux invasions slaves (II s. av. J.-C.-VIII s. apr. J.-C.) publicat în Dialogues d' histoire ancienne, Vol. 28, Nº 1, 2002 , pp. 41-60 .